# Classe Hamburg
La classe Hamburg est une classe de quatre destroyers en service dans la marine de guerre allemande entre 1964 et 1994.

## Conception
La classe Hamburg est la première classe de destroyers construit par l'Allemagne de l'Ouest après l'abrogation de la limite de 3 000 tonnes imposée à la fin de la Seconde Guerre mondiale.
Cette classe est conçue pour servir en mer Baltique, elle est donc composée de navires rapides et manœuvrables. La proximité permanente des côtes nécessitent une très forte protection antiaérienne mais permet de ne pas embarquer d'aéronef. Comme de nombreux navires allemands, la coque est à franc-bord assez bas.
Elle est armée de quatre tourelles de conception française dotées d'un canon de 100 mm. Entre 1976 et 1978, une des tourelles à l'arrière fut enlevée et remplacée par 2 lanceurs doubles de missile mer/mer Exocet MM-38.

## Unités de la classe
| classe Hamburg          | classe Hamburg | classe Hamburg | classe Hamburg  | classe Hamburg     | classe Hamburg |
| Nom                     | Indicatif      | Lancement      | Mise en service | Retrait du service | Photographie   |
| ----------------------- | -------------- | -------------- | --------------- | ------------------ | -------------- |
| Hamburg (de)            | D 181          | 26 mars 1960   | 23 mars 1964    | 24 février 1994    |                |
| Schleswig-Holstein (de) | D 182          | 20 août 1960   | 12 octobre 1964 | 15 décembre 1994   |                |
| Bayern (de)             | D 183          | 14 août 1962   | 6 juillet 1965  | 16 décembre 1993   |                |
| Hessen (de)             | D 184          | 4 mai 1963     | 8 octobre 1968  | 29 mars 1990       |                |